# Cosmothyris margaretta
Cosmothyris margaretta är en fjärilsart som beskrevs av Dyar 1914. Cosmothyris margaretta ingår i släktet Cosmothyris och familjen Thyrididae. Inga underarter finns listade i Catalogue of Life.